# Ованнисян, Мгер
Мгер Ованнисян (род. 25 сентября 1978, Ленинакан) — бельгийский шахматист, гроссмейстер (2018), тренер.
В составе сборной Бельгии участник трёх олимпиад (2018—2024) и ряда командных чемпионатов Европы.
Участник чемпионата мира по блицу 2015 г.

## Спортивные результаты
| Год       | Город | Турнир                                       | + | − | = | Результат | Место |
| --------- | ----- | -------------------------------------------- | - | - | - | --------- | ----- |
| 2014      | Минск | «David Bronstein Memorial 2014 tournament A» | 3 | 2 | 4 | 5 из 9    | [ 4 ] |
| 2014/2015 |       | Командный чемпионат Нидерландов              | 5 | 2 | 2 | 6 из 9    | 1     |
| 2017      |       | «Belgian Championship 2017 — Experts»        | 5 | 0 | 4 | 7 из 9    | [ 6 ] |
| 2018      |       | «Belgian Championship 2018 — Experts»        | 7 | 0 | 2 | 8 из 9    | [ 7 ] |
|           |       |                                              |   |   |   | из        |       |

## Изменения рейтинга
| Графики недоступны из-за технических проблем. См. информацию на Фабрикаторе и на mediawiki.org. |